# Cultura Dorset
La cultura Dorset precedió a la cultura inuit en el Ártico norteamericano. Las leyendas inuit mencionan a los tuniit (singular tuniq) o sivullirmiut ("Primeros habitantes"), quienes fueron desplazados por los inuit. Según la leyenda, eran «gigantes», gente más alta y más fuerte que los inuit, pero atemorizados con facilidad por el avance inuit. Los Dorset fueron llamados Skræling por los nórdicos que visitaron el área.

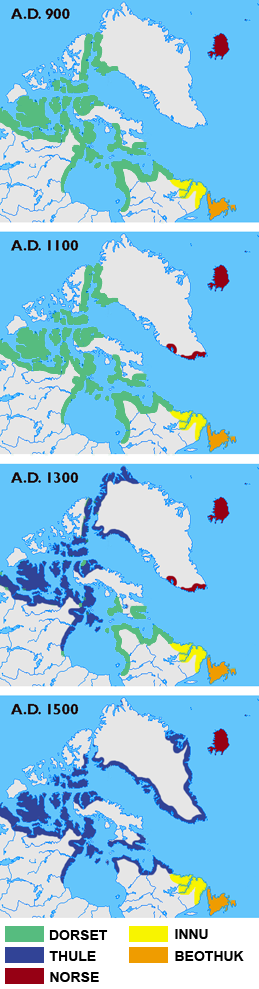

Se les acredita una intachable comprensión de su medio ambiente local (el cual podrían haber compartido con los recién llegados inuit) pero con tecnología inferior. Los Dorset no disponían de trineos tirados por perros, de embarcaciones sofisticadas o de arpones evolucionados, con dos puntas en lugar de una, y por todo ello se habrían adaptado pobremente al severo clima de finales del primer milenio. Los Dorset tampoco conocían la tecnología del arco y las flechas. Los Dorset podrían haberse desarrollado a partir de las culturas previas, cultura Saqqaq o (más incierto) cultura Independencia I. Estas primitivas culturas tenían arcos y flechas, pero probablemente a causa del cambio de la caza terrestre a la acuática, se perdería la habilidad para su uso. La pieza final de tecnología que se ha perdido de los Dorset son los taladros. Curiosamente, no aparecen agujeros en nada relativo a ellos. En vez de ello, los Dorset hacían orificios lenticulares poco precisos. Por ejemplo, las agujas de hueso son comunes en los yacimientos Dorset, pero tienen orificios largos y estrechos fabricados con poca precisión. Tanto los pre-Dorset como los Thule (inuit) tenían taladros.
Las características tecnológicas de la cultura Dorset incluyen pequeñas y triangulares hojas, las cuales eran utilizadas en las cabezas de los arpones. Estos arpones eran utilizados principalmente para cazar focas, pero existen evidencias de la explotación de recursos derivados de mamíferos marinos de mayor envergadura. El talco era utilizado en la construcción de lámparas, las cuales calentaban las viviendas Dorset durante los meses de invierno. El combustible para dichos fuegos era la grasa de las focas. Un tercer distintivo de su cultura era los cinceles. Estos cinceles eran piezas trabajadas de piedra, de las cuales podían sacarse pequeños piezas desconchadas que se usaban para tallar. Estas herramientas eran usadas por grupos pre-Dorset, y tenían la forma distintiva de manopla. Los Dorset fueron muy homogéneos en el ártico canadiense, pero hubo variaciones importantes en Groenlandia y las regiones de Terranova y Labrador.
La cultura Dorset se podía dividir en varios periodos: Primitivo, Medio, Tardío y Terminal. La fase Terminal pudo tener lugar cuando los Thule entraban en el ártico canadiense al emigrar desde Alaska. Esta fase final también tuvo lugar cuando el clima se estaba calentando. Con clima más cálido, el mar de hielo era más impredecible y esto aisló el Alto Ártico. Los Dorset seguirían al hielo y concentraron sus asentamientos en el Alto Ártico durante los períodos Tardío y Terminal.
No parece existir conexión genética entre los Dorset y los Thule. Existe, sin embargo, evidencia arqueológica que apoya la interacción Thule-Dorset. Por ejemplo, los Thule se dedicaban a la caza de la foca mediante agujeros en el hielo, lo cual no era conocido en Alaska. Solo los Dorset usaban esta técnica de caza, que probablemente requiere el aprendizaje previo. Además, la velocidad y la dirección de la migración Thule puede implicar conexiones Dorset-Thule. Los Thule hicieron una migración casi directa a través de tierras desconocidas, directamente a Groenlandia, en el espacio de una o dos generaciones. Para los Thule este evento puede haber requerido una dirección y asistencia, las cuales podrían haber facilitado los Dorset. Una de las preguntas principales, sin embargo, es si los Thule y Dorset interactuaron, ¿cómo resultó ello? ¿Los Thule trajeron enfermedades con ellos?, ¿disputaron y lucharon?, ¿socializaron y se casaron entre ellos?, o ¿sus encuentros fueron muy limitados? No obstante, parece ser según la arqueología que los Dorset estaba declinando cuando llegaron los Thule, cercanos a desaparecer de sus posesiones.
El antropólogo Diamond Jenness en 1925 recibió algunos extraños artefactos de Cape Dorset, Nunavut, los cuales parecían derivar de un antiguo estilo de vida diferente al de los inuit. Jenness nombró a la cultura por el lugar del hallazgo de los objetos. Sus descubrimientos mostraron un patrón cultural consistente y diferente, que incluía arte sofisticado que describía, por ejemplo, largos peinados para las mujeres y parkas sin capucha, con largos cuellos para ambos sexos. Un experto en el campo de los estudios Tuniit/Dorset es Robert McGhee, quien ha escrito numerosos libros acerca de esta cultura y sobre la transición a la tradición Thule (inuit).
El poeta canadiense Al Purdy escribió un poema titulado Lament for the Dorsets, el cual empieza: «Huesos animales y musgosos anillos de tiendas... todos los restos de los gigantes Dorset, quienes hicieron volver a los vikingos a sus barcos...» Este poema lamenta la pérdida de su cultura y los describe a ellos y a su final.

## Los Sadlermiut

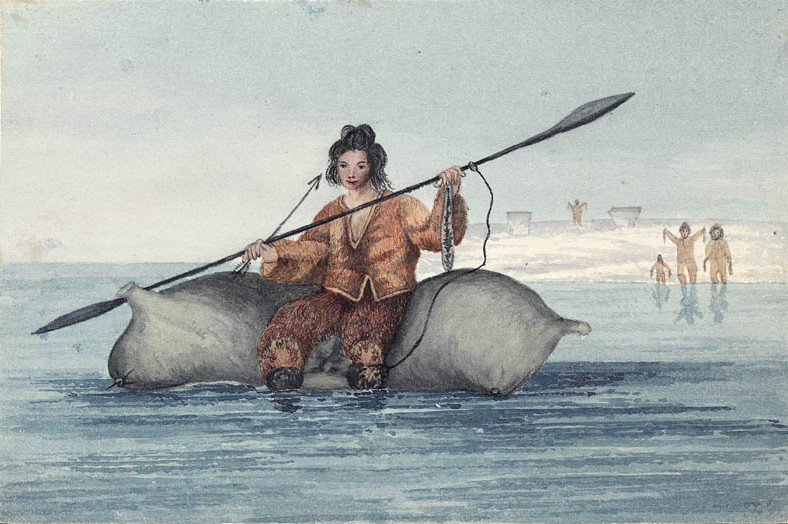
Sadlermiut pescando sobre un bote inflable de piel de morsa (1830)

En 1824, el barco HMS Griper, bajo el mando del Capitán George Francis Lyon, ancló a la altura del cabo Pembroke, en la isla Coats, en la bahía de Hudson. Los balleneros descubrieron una banda de esquimales que hablaba un "extraño dialecto", y que fueron llamados Sadlermiut (Sallirmiut en la moderna lengua Inuktitut), por el término Salliq, el nombre Inuktitut del asentamiento de Coral Harbour, Nunavut.
Los sadlermiut, que vivían en un aislamiento casi total en la zona de la isla Southampton, preservaron una cultura distinta a la de los inuit. Continuaron el contacto con los occidentales y contrajeron sus enfermedades. En 1896, sólo quedaban 70 de ellos. En el otoño de 1902, algunos de ellos visitaron el Active, un buque ballenero que había fondeado en la isla Southampton. Se contagiaron por el contacto con un marinero enfermo, posiblemente con fiebre tifoidea o tifus. Toda la comunidad falleció a las pocas semanas.
En 1954 y 1955, Henry B. Collins, del Smithsonian Institution, estudió los restos de viviendas esquimales del ártico canadiense. Determinó que esas ruinas eran características de la cultura Sadlermiut. También encontró evidencia de que los Sadlermiut eran los últimos restos de la cultura Dorset. Recientes investigaciones genéticas apoyan la continuidad entre los Dorset y los Sadlermiut.